# Julius Bodenstein

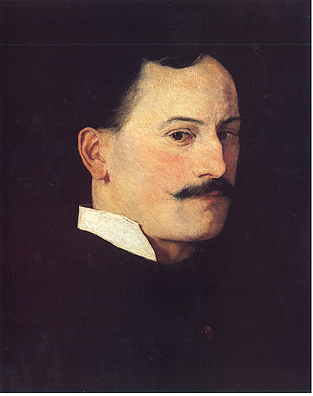
Julius Bodenstein 1876, Porträt von Wilhelm Leibl

Max Julius Bodenstein (* 4. August 1847 in Berlin; † 16. April 1932 ebenda) war ein deutscher Landschaftsmaler und Kunstsammler.

## Leben
Max Julius Bodenstein war ein Sohn des Stuben- und Schildermalers Moses Jacob Bodenstein (* 19. Februar 1819 in Danzig; † 16. Mai 1890) und seiner Frau Marie geb. Grünwald. Moses Jacob Bodenstein war einer der führenden Dekorationsmaler in Berlin, förderte rabbinische Studien und erwarb offenbar ein ansehnliches Vermögen.
Max Julius Bodenstein wurde ab 1863 an der Berliner Kunstakademie ausgebildet, wo die Maler Schütze und Hermann Schnee zu seinen Lehrern zählten. 1866 gehörte er zu den Gründern des Vereins jüngerer Künstler Roma, aus dem 1873 das Corps Borussia Berlin hervorging. Er spezialisierte sich auf stimmungsvolle Landschaftsbilder, die 1879 in einer Ausstellung gezeigt wurden. Bodenstein übersiedelte 1873 nach München. Dort schloss er sich der Gruppe um Adolf Lier an. Ab 1874 ist er in den Katalogen der jährlichen Ausstellungen der Berliner Akademie vertreten. Motive für seine Landschaften gaben vor allem die Hochalpen, die Mark Brandenburg und die schleswig-holsteinische Westküste, insbesondere die Insel Sylt. Später kehrte er von München nach Berlin zurück. Von 1894 bis 1909 besaß er das Erste Romanische Haus in Berlin. Am 6. und 7. April 1909 ließ er aufgrund seines Konkurses seine Kunstsammlung in Berlin im Kunst-Auctions-Haus von Rudolph Lepke versteigern.
Julius Bodenstein wurde am 24. September 1898 von seiner Frau Adele Bodenstein (* 29. März 1866 in Köln, geborene Cahn) geschieden, die er am 31. Mai 1888 in Berlin geheiratet hatte. 1899 adoptierte er Gertrud Lesser, die 1896 als uneheliches Kind zur Welt gekommen war und als seine Tochter den Namen Isolde Bodenstein erhielt.

## Werke

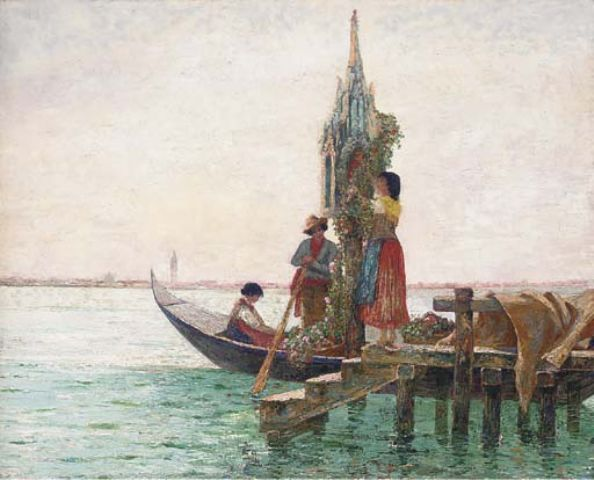
Bodenstein: Lagune von Venedig

- Wand und Deckenmalereien in der Villa Oscar Rothschild in Berlin (1895/96)
- Ausmalung der Großen Synagoge in Danzig (1899)[9]
- Ausmalungen des Jagdsitzes Hubertushöhe (um 1900)
- Ausmalungen im Ausstellungspavillon der Siemens & Halske AG auf der Pariser Weltausstellung (1900)[10]
- Ausmalungen im Restaurant „Tiergartenhof“ in Berlin-Charlottenburg (1904)[11]
- Abendstimmung auf der Insel Sylt im Stadtmuseum Danzig[12]